# Vânia Fernandes

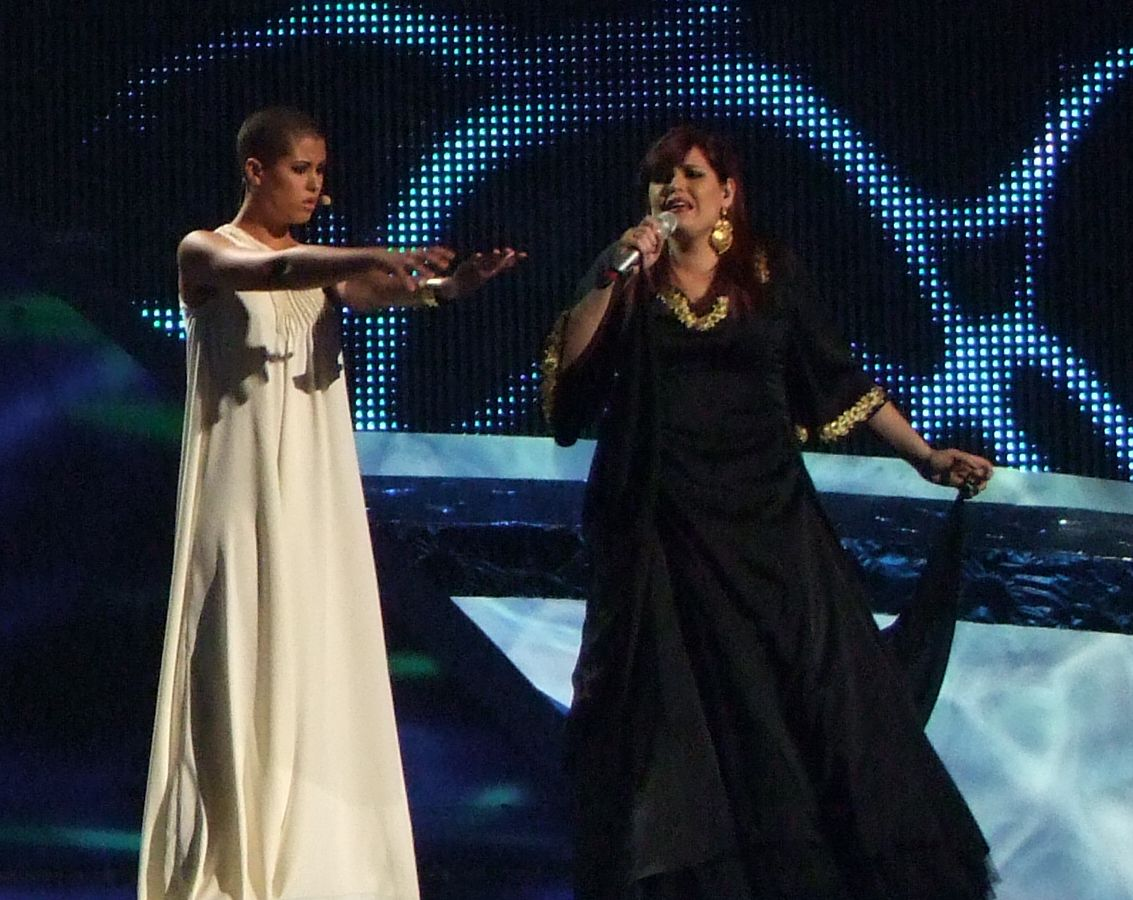
Vânia Fernandes beim Eurovision Song Contest 2008 in Belgrad

Vânia Fernandes (* 1985 in Funchal, Madeira) ist eine portugiesische Sängerin. Sie vertrat 2008 ihr Heimatland Portugal beim Eurovision Song Contest in Belgrad.

## Biografie
Vânia Fernandes kam als Tochter eines Mechanikers und einer Schneiderin auf der portugiesischen Atlantikinsel Madeira zur Welt. Ihren Durchbruch feierte die Portugiesin 2007 mit ihrem Sieg bei der Talentshow Operação Triunfo. Zwischen diesem Erfolg und ihrem ersten Musikwettbewerb waren zehn Jahre vergangen: 1997 hatte Fernandes beim Festival Funchal a Cantar, benannt nach ihrem Heimatort auf Madeira, ihren Debütauftritt absolviert. In dieser Zeit wechselte sie immer wieder zwischen verschiedenen Genres. Zu ihrem Repertoire gehören neben Pop- und Rocksongs vor allem Fado- und Jazztitel. Dass sie eine außergewöhnliche und vielseitige Stimme besitzt, wurde Fernandes auch per Diplom bescheinigt: Von 2001 bis 2007 studierte die 23-Jährige am Konservatorium von Madeira Gesang.

## Eurovision Song Contest
Die 23-jährige Sängerin gewann mit einem Erdrutschsieg bei der 44. Ausgabe des Festival da Canção. Ihr Lied Senhora do mar erhielt 17.650 Stimmen – das waren über 10.000 mehr als der Zweitplatzierte Alex Smith mit Obrigatório ter verbuchen konnte. Geschrieben haben Fernandes’ Siegertitel Carlos Coelho und Andre Babic. Für den Kroaten Babic ist es bereits die vierte Teilnahme beim Wettbewerb in sechs Jahren: Der Komponist schrieb 2003 Više nisam tvoja für die kroatische Kandidatin Claudia Beni, 2005 sang die Gruppe Feminnem Call Me für Bosnien-Herzegowina und im vergangenen Jahr trat Alenka Gotar mit dem Babic-Titel Cvet z juga für Slowenien an.
Da sich Vânia Fernandes am 22. Mai 2008 aus dem ESC-Halbfinale unter die besten Zehn qualifiziert hatte, nahm sie am 24. Mai am Finale des Eurovision Song Contests 2008 teil. Dort belegte sie beim Sieg des Russen Dima Bilan einen 13. Platz.

## Nach dem Eurovision Song Contest
Für ihr erstes Album nahm sich Fernandes mehrere Jahre Zeit. 2011 erschien schließlich Coração Do Alto Mar.
2018 war Fernandes im Musical Fado Uma Forma de Vida, ein Tribut an die Fado-Legende Amália Rodrigues, im Teatro Municipal Baltazar Dias in Funchal zu sehen.